# Сырой монтаж
«Сырой монтаж» (англ. «Wetwired») — 23-й эпизод 3-го сезона сериала «Секретные материалы». Премьера состоялась 10 мая 1996 года на телеканале FOX. Эпизод принадлежит к типу «монстр недели» и не связан с основной «мифологией сериала», заданной в первой серии. Режиссёр — Роб Боумэн, автор сценария — Мэт Бек, приглашённые актёры — Митч Пиледжи, Уильям Дэвис, Стивен Уильямс.
В США серия получила рейтинг домохозяйств Нильсена, равный 9,7, который означает, что в день выхода серию посмотрели 14,48 миллиона человек.
Главные герои серии — Фокс Малдер (Дэвид Духовны) и Дана Скалли (Джиллиан Андерсон), агенты ФБР, расследующие сложно поддающиеся научному объяснению преступления, называемые Секретными материалами.

## Сюжет
В данном эпизоде Малдер и Скалли расследуют убийства в небольшом городке штата Мэриленд, где обычные люди видят иллюзорные изображения реальности, и у них случается некий приступ паранойи, во время которого они убивают своих близких. Малдер замечает близ мест преступлений человека из техобслуживания кабельного ТВ города, который монтирует что-то в кабельные сети. Малдер находит прибор и отправляет его Одиноким Стрелкам, которые поражаются возможностям этого прибора контролировать сознание людей. Тем временем, поведение Скалли постепенно становится параноидальным.